# RNAS Culdrose

i7
i11
i13
Die Royal Naval Air Station Culdrose (ICAO-Code: EGDR), kurz RNAS Culdrose, und der Zusatzbezeichnung HMS Seahawk, ist ein Militärflugplatz des Fleet Air Arm (FAA) der britischen Royal Navy (RN) in der Nähe von Helston im Südwesten der Grafschaft Cornwall, England. Die Basis ist neben RNAS Yeovilton einer von zwei Landstützpunkten für die Luftfahrzeuge der RN. Culdrose ist eine der größten Hubschrauberbasen Europas; die Einsatzstaffeln dienen dem Seekrieg, wie zum Beispiel der U-Jagd.

## Geschichte
Im Jahre 1942 begann die Admiralität mit der Untersuchung des Areals südlich Helston in Bezug auf eine etwaige Nutzung als Luftstützpunkt. Fünf Jahre nach Beginn dieser Untersuchung wurde die Station schließlich eröffnet. Die Basis diente zunächst der Naval Fighting School, übernahm jedoch zügig weitere Aufgaben. Hierzu zählten die Erprobungen der ersten Kampfjets der RN, Schulung von Besatzungen von Frühwarnflugzeugen und als Landstützpunkt von trägergestützten Luftfahrzeugen. Im Laufe der Jahre wurde der Betrieb von Flächenflugzeugen zugunsten von Hubschraubern schrittweise reduziert; die Aufgaben haben sich jedoch im Laufe der Jahrzehnte kaum geändert.
Der bisher am längsten hier stationierte Typ war in verschiedenen Baureihen von 1969 bis 2018 der Westland Seaking. Die letzten hier stationierten Jets waren die Hawk T.1/T.1A-Schulflugzeuge, die von Juni 2013 bis März 2022 im Dienst der 736 Naval Air Squadron (736 NAS) standen.

## Das olympische Feuer
Ein ziviles British-Airways-Flugzeug mit dem Namen Firefly brachte am 18. Mai 2012 das olympische Feuer in Spezialbehältern von Athen aus zu diesem Flughafen als Startort des 70 Tage dauernden Staffellaufes des olympischen Feuers vor der Eröffnung der Olympischen Spiele 2012 in London. Der Flughafen erhielt speziell für diesen Flug den IATA-Code CDR, um dem Zivilflugzeug den computergestützten Flug zu diesem Militärflugplatz zu ermöglichen.

## Heutige Nutzung
Zurzeit (2022) ist die Station insbesondere die Typen-Basis der Hubschrauber des Typs Merlin HM.2.
- 700X. Naval Air Squadron, Drohnenstaffel mit Scan Eagle
- 727. Naval Air Squadron, Schulstaffel ausgerüstet mit der Tutor T.1
- 750. Naval Air Squadron, Schulstaffel ausgerüstet mit Avenger T.1-Schulflugzeugen
- 814. Naval Air Squadron, Bordhubschrauber-Einsatzstaffel für Zerstörer und Fregatten, ausgerüstet mit der Merlin HM.2
- 820. Naval Air Squadron, Flugzeugträger-Einsatzstaffel ausgerüstet mit der Merlin HM.2
- 824. Naval Air Squadron, Umschuleinheit ausgerüstet mit der Merlin HM.2

Hinzu kommen weitere nichtfliegende Verbände.
Einige Meilen südlich auf der Halbinsel Lizard mit dem südlichsten Punkt des Vereinigten Königreichs befindet sich der Ausweichflugplatz Predannack. Hier können Trainings-Platzrunden mit den Hubschraubern gemacht werden, ohne die Flugzeuge auf der Hauptbasis zu stören.